# 黎志陞
黎志陞（？—？），字子方，湖廣岳州府華容縣人，明末政治人物。

## 生平
崇禎六年癸酉科鄉試第五十二名舉人，七年（1634年）甲戌科會試第五十一名，廷試二甲第五十五名進士，在兵部观政后，九年授易州知州，十二年升任户部福建司员外郎，管理台基厂，不久贬任两淮盐运司经历，十三年升青州府推官，十四年升工部屯田司主事，十五年升虞衡司员外郎、营缮司郎中。後官山西提學參議。崇禎十七年（1644年），李自成破北京，黎志陞被任命为弘文館大學士，三月二十五日入閣主試，題為『蒞中國而四夷也』。所取者，授科、道、防禦、尹、牧等官職。
崇祯十七年十二月，福王朝廷治从贼之狱，黎志陞列“一等应磔者”。